# あかぎ団
あかぎ団（AKAGIDAN、あかぎだん）は、2011年4月2日に結成された群馬県のご当地女性アイドルグループである。略称はAKG（エーケージー）。2012年に群馬県の「ぐんま観光特使」に委嘱されている。「ご当地アイドル殿堂入り」「ご当地アイドル神8」。所属事務所はGプロジェクト。所属レーベルはOriental Records。

## 概要
群馬県前橋市の人材派遣会社「オリエンタルジャパン」が群馬発の本格派ご当地アイドルユニットを目指し結成したグループ集団であり、当初のグループ名は「A明るく」「Kかわいく」「G元気よく」の頭文字から「AKG48」と名付けられ106名が在籍。「teamA」、「teamK」、「teamG」、「teamCB」の4チームが存在し、中心メンバーを随時入れ替えていた。また、2010年8月から始まった群馬県の観光振興・地域ブランドPR「AKG48-赤城山の恵み-」とのコラボレーションを行なっていた。「あかぎ団です！」と叫ぶと同時に山のポーズを取る。
星野社長によると「群馬にはこれまでアイドルがいなかった。AKGで群馬を盛り上げていきたい。アイドルを目指す女の子たちが注目してもらって輝ける場所を作りたい」との考えからスタートした。ブログ上では、メンバーが芸能界へ進出する架け橋にする、とのスタッフ記述もあった。朝日放送「お説教アイドル 叱るGENJI」では、AKAGIDANを踏み台にしていると出演メンバー全員が回答。
2011年8月15日にリリースしたデビューシングル「ニーハイ☆ラバー」の企画でCD売上枚数が5,000枚に達しなかったため、「AKG」に代わるグループ名を募集、2012年（平成24年）1月に「AKAGIDAN」にグループ名を改称し略称を「AKG」とすることを発表した。同年10月31日には群馬県の「ぐんま観光特使」に委嘱されている。 
社会活動にも積極的で、デビュー前の2011年5月1日には東日本大震災の被災者の方への応援メッセージをYouTube配信、発足当初から病院や老人ホーム、幼稚園・保育園への慰問活動を行っており、慰問専任GrのLWTが存在する。2012年4月から、群馬マルハン全面バックアップのもと、「ありがとう折鶴 1万羽プロジェクト」を開始。
老人ホームへの慰問活動のため、群馬県認知症アンバサダーの資格や温泉ソムリエなど資格を持っている。
ゴミ拾いなどの環境活動も行なっている。
その後ぐんま産の苺「やよいひめ」PRの為のユニット「チームやよいひめ」、「嬬恋高原キャベツ」PRの為のユニット「キャベツ畑のお嬢様」、富岡製糸場の世界遺産登録キャンペーンでは「くるくるしるく」など、多くの派生ユニットが生まれ、県内各地のイベント出演・県のPR・慰問活動等それぞれの役割を持って、チームごとに活動を行っている。2016年現在、「teamG」、チーム「LWT」、「Bashful Pony（バッシュフルポニー）」の3チームと派生ユニットである「チームpigi❤︎pigi」（ピギピギ）が活動し、2016年までに派生ユニットを含め23枚のシングルと2枚のアルバムをリリースしている。また、群馬テレビのニュース番組「ニュースeye8」の「お天気情報」コーナーでは毎週金曜日にメンバーが出演している。
2019年1月31日には、全国キャラバン・メイト連絡協議会から群馬県認知症アンバサダーとして東京千代田区で表彰された。
メンバー個人でのSHOWROOMからの配信も開始した。

## 歴史

### 2011年
- 3月27日、第1期生オーディション。
- 4月2日、AKG誕生。（AKG48だった）
- 5月7日、初ライブ。
- 7月12日、まえばしCITYエフエムにて、初の冠ラジオ番組、「ちょこっとAKG」スタート。
- 7月23日、第2期生オーディション。
- 8月5日、デビューシングル『ニーハイ☆ラバー』発売。
- 10月6日、派生2チーム結成。
- 12月17日、2ndシングル『Cia☆おっ！』発売。

### 2012年
- 1月7日、AKAGIDAN（赤城団）と改名。
- 1月15日、チームやよいひめ『やよいひめのうた』発売。
- 1月21日、iTunes楽曲配信開始。
- 1月23日、AmazonでのCD販売開始。
- 2月1日、レコチョク配信開始。
- 2月5日、ユニットシングル『PLUME/しっかりしてよ』発売。
- 3月9日 - 2018年4月1日まで、ニュースeye8（群馬テレビ- 毎週金曜日）2人のメンバーが出演していた。
- 4月22日、第3期生オーディション。
- 6月2日、3rdシングル『Chance』発売。
- 7月14日、くるくるシルク『Gunmaはシルクカントリー』発売。メンバーがオタ芸など披露する振り付けがある。
- 8月29日、チームキャベ嬢『ぐんまのキャベツはNo.1！』発売。
- 9月26日、『次世代アイドル革命Pink Lips＆Blue Lips』発売。
- 10月8日、1stアルバム「アイドルレナリン大放出っ!!」発売。
- 12月2日、4thシングル『初雪』発売。

### 2013年
- 1月19日、2代目チームやよいひめ『やよいひめのうた』発売。
- 2月8日、AKG feat.バンビーナ『ゆで加減so good!』発売。
- 3月3日、5thシングル『桜色の約束』発売。
- 3月26日、『温泉大国群馬県』発売(リリースイベントは3.24)。
- 6月29日、6thシングル『メロンソーダーに恋をした』発売。
- 9月29日、3代目チームやよいひめ『やよいひめのうた』発売）物販のみ）。
- 10月12日、7thシングル『LOVE青春の神様！～恋愛ナビゲーション～』発売。

### 2014年
- 1月25日、8thシングル『Marine snow』発売。
- 7月27日、9thシングル『パンとティラミス～男のロマン～』発売。
- 10月5日、Little Wing Troops&あかぎ『ころとん絵描き歌/愛をありがとう-愛をうけ継ぐものへ-』発売（物販のみ）。
- 11月19日、10thシングル『DD』発売。この曲でメジャー・デビュー。オリコン64位 （2014年12月1日付）。

### 2015年
- 6月17日、チームpigi❤︎pigiを結成。
- 9月22日、11thシングル『アイドルシュタイン』発売。
- 11月25日、Bashful Pony 1stシングル『自分改革宣言』発売。

### 2016年
- 3月23日、12thシングル『Sakura超特急』発売。オリコン過去最高位44位 （2016年4月4日付）。

2ndアルバム「EMERGENCE」同時リリース。
- @JAM2016のオープニングアクトで出演し歌唱。

### 2017年
- 11月29日、13thシングル『片思いナイチンゲール』発売。オリコン70位。WonderGOOの店舗で発売記念イベントを行なった。

### 2018年
- SHOWROOMのイベントで、決勝3位だったため@JAMには参加はできなかった。
- 6月9日、愛踊祭2018の決勝に出演。課題曲ムーンライト伝説。

### 2019年
- 4月20日、@JAMの出演をかけた群馬イベントが予定に入っていたがスケジュール的に困難な状況により辞退[17]。
- 闘志決戦本気(マジライブ)＠四谷LOTUS[18]（2019年4月28日）民謡ガールズ、Needs、和装侍系音楽集団MYSTと共演。（民謡ガールズ×あかぎ団の初コラボ）
- 5月6日、グリーンドーム前橋in春のキャンペーンにて、teamGの5人がライブを行った。
- 5月14日、グリーンドーム前橋にて群馬デスティネーション春のキャンペーン開幕式に礒干と彩舞季が参加[19]。中山秀征と井森美幸と共演。

### 2021年
- 4月2日、結成10年を迎えて日本ご当地アイドル活性協会より『ご当地アイドル殿堂入り』に認定された[20]。

### 2024年
- 4月、6月に開催されるクロちゃん主催の大型フェス「クロフェス2024 ～5周年だよ！全員集合！だしん！～」にて群馬県代表として選出が発表[21]。
- 6月25日、「2024年上半期未発掘アイドルセレクト10」に選出される[22]。
- 12月25日、「ご当地アイドル神8」「準ご当地アイドル四天王」に選出される[23]。

### 2025年
- 7月27日、9月に開催されるクロちゃん主催の大型フェス「クロフェス2025 6年目！クロフェスと結婚するしん！」にて群馬県代表として2年連続選出が発表[24]。

## メンバー

### team G
- 天田真未 - まったん
- 礒干彩香 - あーちゃん
- 加藤さやか [注 4] - さやきぃー

### LWT（Little Wing Troops）
- 小菅紗穂 - さほめる
- 吉田蒼 - あおい（元ちびーず(仮)）[25]
- 武井瞳 - ひとみ（元ちびーず(仮)）[25]
- 鷹橋茉愛 - mai[25]
- 千葉心結[25][26]

### ちびーず（仮）
- 奏
- じゅじゅみ

## 元メンバー

### team G
- 高瀬美優[27]
- 伊藤恵美[28]
- 吉田実世[29]
- 桑原みか[30]
- 小森真菜[31]
- 矢端名結 - 卒業[32]
- 藤浦さり[33]
- 堤麻莉菜 - 卒業[34]
- 鈴木梨子[35]
- 成瀬みなみ - 卒業[36]
- 矢端吏結 - 卒業[37]
- 山下部安海[38]
- 阿久澤侑里 - 卒業
- 星野楓愛 - 卒業
- 森本悠楠 - 卒業[39]
- 竹内詩音 - 卒業[40]
- 若松文香 - 卒業
- 小田川七穂 - 卒業
- 西脇由莉亜
- 本田愛 - 脱退[41]
- 彩舞季 - 退団[42]
- 七瀬優美 - 卒業[43]

### Bashful Pony[44]
- 阿久澤百香 - 卒業
- 竹内詩音 - 卒業[40]
- 山本ひより - 卒業[45]
- 山本みのり - 卒業[46]
- 美月 - 卒業[47]
- 木内なずな
- 佐東みおん
- 星野心愛[48]

### LWT（Little Wing Troops）
- 島田美桜[49]
- 高橋芽依[49]
- 原梨沙 - 卒業[50]
- 岩渕梨子[50]
- 森楓 - 卒業[51]
- 澤田紗英 - 卒業[52]
- 塚越友理
- 阿久澤侑里 - 卒業
- 倫 - 卒業[53]
- 堀内美玖 - 退団[54]
- 美月 - 卒業[47]
- 星来 - 卒業[55]
- 成田莉奈 - 卒業[56]
- 彩舞季 - 退団[42]
- 葉瑞季 - 卒業[57]
- 星野愛音
- love
- 早乙女茉優 - 退団[58]
- 杏 - 卒業[59]
- 宮本優凪 - 卒業[60]

### ちびーず（仮）
- れいら - 活動休止[61]

## 派生ユニット
- チームやよいひめ
  - 2代目チームやよいひめ
  - 3代目チームやよいひめ
  - 4代目チームやよいひめ - 星野楓愛、星野心愛、佐東みおん、山本ひより、山本みのり、美月、倫
- くるくるしるく - 矢端吏結、梨世、本田愛、阿久澤百香、原梨沙
  - 富岡製糸場の世界遺産登録のための活動とコラボし、群馬の絹遺産をPRするためのユニット。持ち歌は『GUNMAはシルクカントリー』。
- チームキャベ嬢（キャベツ畑のお嬢様） - 天田真未、磯干彩香、矢端吏結、山下部安海、星野心愛、星野楓愛、竹内詩音
- アメロン
- ダメ男シカリンズ
- ちびーず→ちびーず（仮）

元メンバー：雫、めい
- チームpigi❤︎pigi（ピギピギ） - 天田真未、礒干彩香、加藤さやか、本田愛、若松文香[15]

### 部活動
- 群馬温泉女子部−部長・堤麻莉菜（まりりん）他メンバーが入れ替わり。合言葉は、『タオル持った？』

## 作品

### シングル
- 「ニーハイ☆ラバー」（2011年8月15日、All Rounders Entertainmemt / Oriental Records）
- 「Cia☆おっ」（2011年12月17日、All Rounders Entertainmemt / Oriental Records）
- 「Chance」（2012年6月2日、Oriental Records）
- 「初雪」（2012年12月2日、Oriental Records）
- 「桜色の約束」[62]（2013年3月3日、Oriental Records）
- 「メロンソーダに恋をした」（2013年6月29日、Oriental Records）
- 「LOVE青春の神様!!」（2013年10月13日、Oriental Records）
- 「Marine Snow」（2014年1月25日、Oriental Records）
- 「パンとティラミス〜男のロマン〜」（2014年7月27日、Oriental Records）（礒干彩香、作詞）
- 「DD / Trance Index」[63]（2014年11月19日、Oriental Records）
- 「アイドルシュタイン」（2015年9月22日、Oriental Records）
- 「Sakura超特急」[64][65]（2016年3月23日、Oriental Records）多田慎也（作詞・作曲）
- 「片思いナイチンゲール」[66][67]（2017年11月29日、Oriental Records）多田慎也（作詞・作曲）

### アルバム
- 『アイドルレナリン大放出っ!!』（2012年10月8日、Oriental Records）
- 『EMERGENCE』[68]（2016年8月3日、Oriental Records）

#### 参加アルバム
- アイドルコンピレーションアルバム『新天使革命』[69]（2019年5月29日発売）

### 関連作品
- 「やよいひめのうた」
- 「やよいひめのうた」2代目チームやよいひめ
- 「やよいひめのうた」3代目チームやよいひめ
- 「愛をありがとう-愛をうけ継ぐものへ-」Little Wing Troops
- 「ころとん絵描き歌/愛をありがとう-愛をうけ継ぐものへ-」Little Wing Troops&あかぎ
- 「Gunmaはシルクカントリー」くるくるしるく
- 「ぐんまのキャベツはNo.1！」キャベツ畑のお嬢様
- 「温泉大国群馬県」群馬温泉女子部
- 「ぐんまのいいとこナビゲート」
- 「アメロンvsダメ男シカリンズ」（2012年2月5日、All Rounders Entertainmemt / Oriental Records）
- 「自分改革宣言」Bashful Pony（2015年11月25日、Oriental Records）

### DVD
- サンドウィッチマンのご当地アイドル発掘団Vol.7～群馬＆夏祭り編～収録

## 出演
現在、ライブ中心に活動中。

### テレビ
- がんばれ！ペガサス（J:COM、群馬ダイヤモンドペガサス応援サポーター）礒干、天田出演。

### ラジオ
- おはよう!まえばしcolor（まえばしCITYエフエム、2018年1月 - ） - 礒干のみ。
- Clip-クリップ-（まえばしCITYエフエム、2019年4月-、）- 礒干のみ。
- family smile - 同上。
- あかぎ団とアンカンミンカンの「アンカンギン団」[70]（2024年4月 - 、エフエム群馬）
- 中山秀征の夕焼けウォンチュ！[71](2024年10月 - 、エフエム群馬) - 礒干のみ。

## 過去の出演

### テレビ
- サンドウィッチマンのご当地アイドル発掘団（2011年7月9日、TOKYO MX）
- お説教アイドル 叱るGENJI（2014年2月14日、朝日放送）
- ニュースeye8（2012年3月9日 - 2018年4月1日 、群馬テレビ）- 毎週金曜日、2人のメンバーが出演[72]。
- ご当地アイドルイチャイチャバラエティー おまねきてれびSeason1（BS12、2016年）BS初レギュラー番組。
- あかぎ団ス〜AKAGIDANCE〜アイドルダンスするだんべぇー（2015年6月 - 2016年6月、ダンスチャンネル）[73]
- 突撃!しあわせ買取隊（2019年1月24日、テレビ東京）上島竜兵（ダチョウ倶楽部）・飯尾和樹（ずん）・神田愛花と共演。
- JOYのASOBU-TV JOYnt!（群馬テレビ）不定期出演。

### ラジオ
- ちょこっとAKG（2011年7月12日 - 2011年9月27日、まえばしCITYエフエム）
- MARUHAN presents AKGのトキメキ指数急上昇☆（2012年4月7日 - 、いせさきFM）[74]

### CM
- 嬬恋村高原キャベツ（2014年）

## 連載
- 「元気通信」（読売新聞群馬版、毎週月曜日）

WEB・雑誌・その他-
- 観光経済新聞掲載（楽市楽座inかんら告知、2月3日）

## イベント
- 汐留ロコドル甲子園2016（NOTTV、2016年8月29日）
- 武道館アイドル博2017（2017年5月6日、日本武道館）[75]
- TOKYO IDOL FESTIVAL2017 （2017年8月3日）TIF2017全国選抜LIVE第2位
- 移住交流フェア2017in東京国際フォーラム（2017年11月19日）
- あかぎ団@LIVEイオンタウン上里（2018年3月10日）
- ライブコンサート ももいろクローバーZ『momoclo mania 2018』@ZOZOマリンスタジアム 『Fminiko picnic2018』出演。
- DJ ダイノジ主催音楽イベント@高崎clubFLEEZ
- 平成最後の元旦アイドルフェス@赤坂BLITZ（2019年1月1日）【天田・礒干・加藤・彩舞季・葉瑞季】
- アイドル甲子園（2019年3月24日、新木場STUDIO COAST）
- 上毛電鉄春のイベント2019あかぎ三姫物語（2019年4月21日）【天田・礒干・加藤・彩舞季・あん、ゆみ・あおい・めい】
- 赤城山裾野の春まつり（2019年4月27日）
- 防犯安心安全まちづくり[76]（2019年4月27日）
- アッパームーンアイドルフェス（4月21日、長野県）【天田・礒干・加藤・彩舞季】
- 闘志決戦本気（マジライブ）（2019年4月28日、四谷LOTUS）民謡ガールズ、Needs、和装侍系音楽集団MYSTと共演。（民謡ガールズ×あかぎ団の初コラボ）
- あかぎ団ライブLABI高崎（2019年5月1日）
- 神流町鯉のぼり祭り（2019年5月2日、群馬県神流町）
- AKAGIDANとBBQ（2019年5月3日）
- グリーンだよ!全員集合inはねたき広場（2019年5月4日、 群馬県みどり市）Menkoiガールズと出演。
- こどもの国in前橋競輪（2019年5月6日、ヤマダグリーンドーム前橋）
- 自動車税PR 自動車税事務所（2019年5月7日）
- 館林ホットホットアイドルフェス（2019年5月12日、アゼリアホール）
- MEDプレゼン2019@礒干彩香（2019年5月12日）
- 群馬デスティネーションキャンペーン春のぐんまは華ざかり（2019年5月14日）【礒干・彩舞季】
- GIRLS VISION[77]（2019年5月18日、渋谷クアトロ）【天田・礒干・加藤・彩舞季】
- 天田真未生誕祭（2019年5月26日、高崎・クラブジャマーズ）【天田・礒干・加藤・彩舞季・杏】【葉瑞季・成田・ゆみ・ゆな】【あおい・かなで・じゅじゅ・ひとみ・めい】
- 渋谷アイドル劇場（2019年6月1日、シダックスカルチャーホールＡ）ちびーず(仮)【あおい・かなで・じゅじゅ・めい】
- 群馬古墳フェスタ2019（2019年6月2日、日本キャンパック大室公園）
  - 赤城三姫物語とクイズ大会【天田・礒干・加藤・彩舞季・ゆみ・ゆな・あおい・めい】
  - あかぎ団と古代王様によるスペシャルライブ【あおい・かなで・じゅじゅ・ひとみ・めい】
- 群馬ダイヤモンドペガサスJ:com杯城南球場パンフレット配布手伝い・ライブ（2019年6月9日）
- カナモトサンクスフェア（2019年6月22日・23日）【天田・礒干・加藤・彩舞季・杏】【葉瑞季・成田・ゆみ・ゆな・まひろ】【あおい・かなで・じゅじゅ・ひとみ・めい】
- エコ活動in国立赤城青少年交流の家（2019年6月30日）
- 収穫祭2019〜ぐんまの農業応援団大集合!耕そう、大地と地域のみらい〜（2019年10月6日）

## 受賞歴
- すきドルPROJECT2 グランプリ（2015年、コシダカホールディングス）[78]
- 日本ご当地アイドル活性協会賞を受賞。
- 認知症サポーターとしての啓発活動等の功績が認められあかぎ団が表彰。